# Ouverture tragique

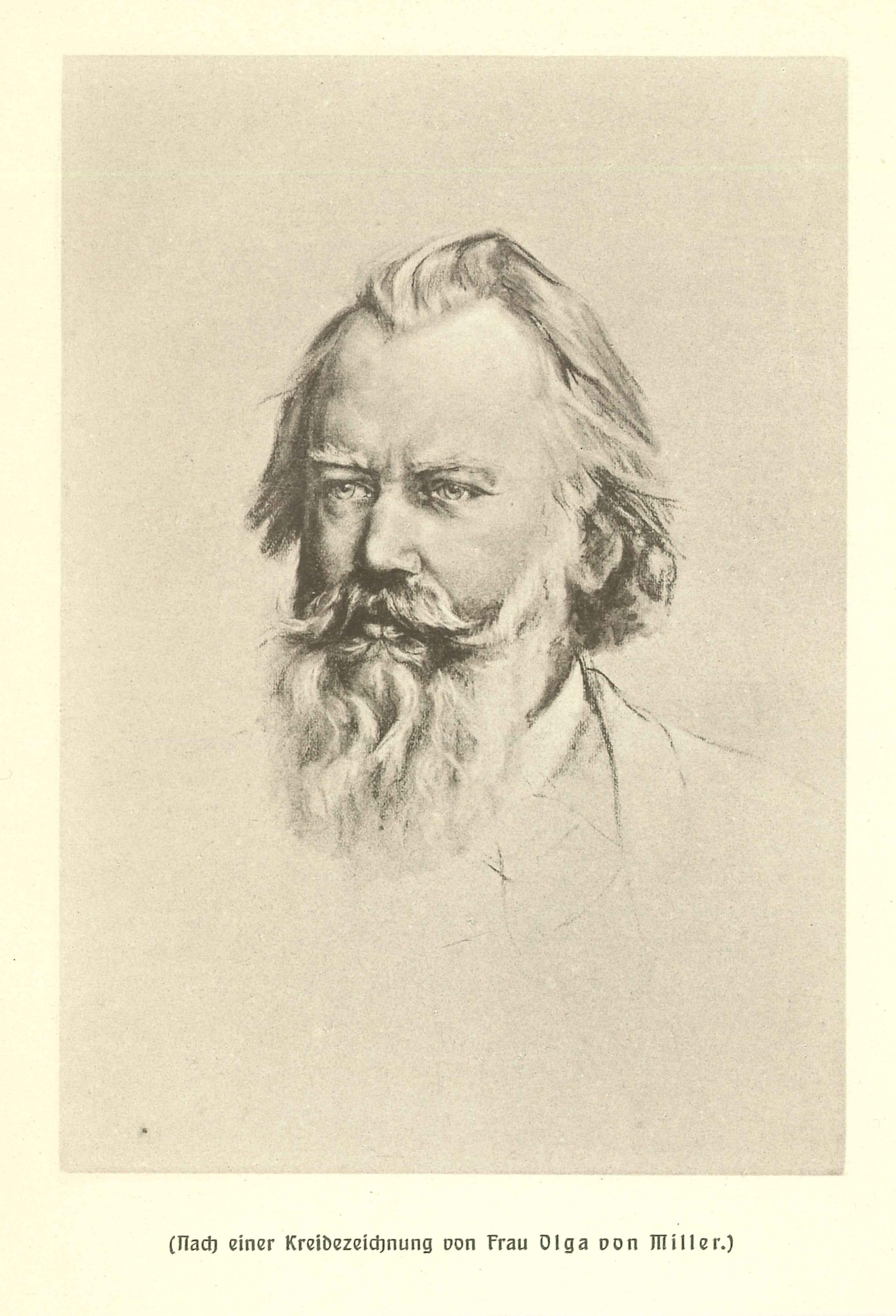
Johannes Brahms

L'Ouverture tragique, op. 81 de Johannes Brahms a été écrite durant l'été 1880, un an avant sa troisième symphonie. Elle est contemporaine de l'autre « grande » Ouverture pour une fête académique qui en est son pendant. L'épithète « tragique » est plus en rapport avec un exercice de style (en opposition à la « fête ») qu'une référence quelconque à un programme. Le compositeur jugea ses deux pièces d'une formule lapidaire : « l'une rit, l'autre pleure ».
La première eut lieu à Vienne le 26 décembre 1880
L'exécution en dure habituellement moins d'un quart d'heure.

## Analyse
L'ouverture comporte trois sections principales, toutes dans la tonalité de ré mineur. 
- Allegro ma non troppo
- Molto più moderato
- Tempo primo ma tranquillo

Différents thèmes se succèdent, s'opposant par les timbres ou les rythmes.